# Grdovići (Bar)
Pour les articles homonymes, voir Grdovići.
Grdovići (en serbe cyrillique : Грдовићи) est un village du sud du Monténégro, dans la municipalité de Bar.

## Démographie

### Évolution historique de la population
| 1948 | 1953 | 1961 | 1971 | 1981 | 1991 | 2003 |
| ---- | ---- | ---- | ---- | ---- | ---- | ---- |
| 228  | 239  | 262  | 263  | 293  | 240  | 188  |